# Mardochée Aby Serour
Mardochée Aby Serour, né en 1826 à Akka et mort le 6 avril 1886 à Alger, est un rabbin et explorateur marocain. Il a été au cours de son existence commerçant à Tombouctou, correspondant de la Société de géographie de Paris et guide de Charles de Foucauld au Maroc.

## Biographie

### Famille et études

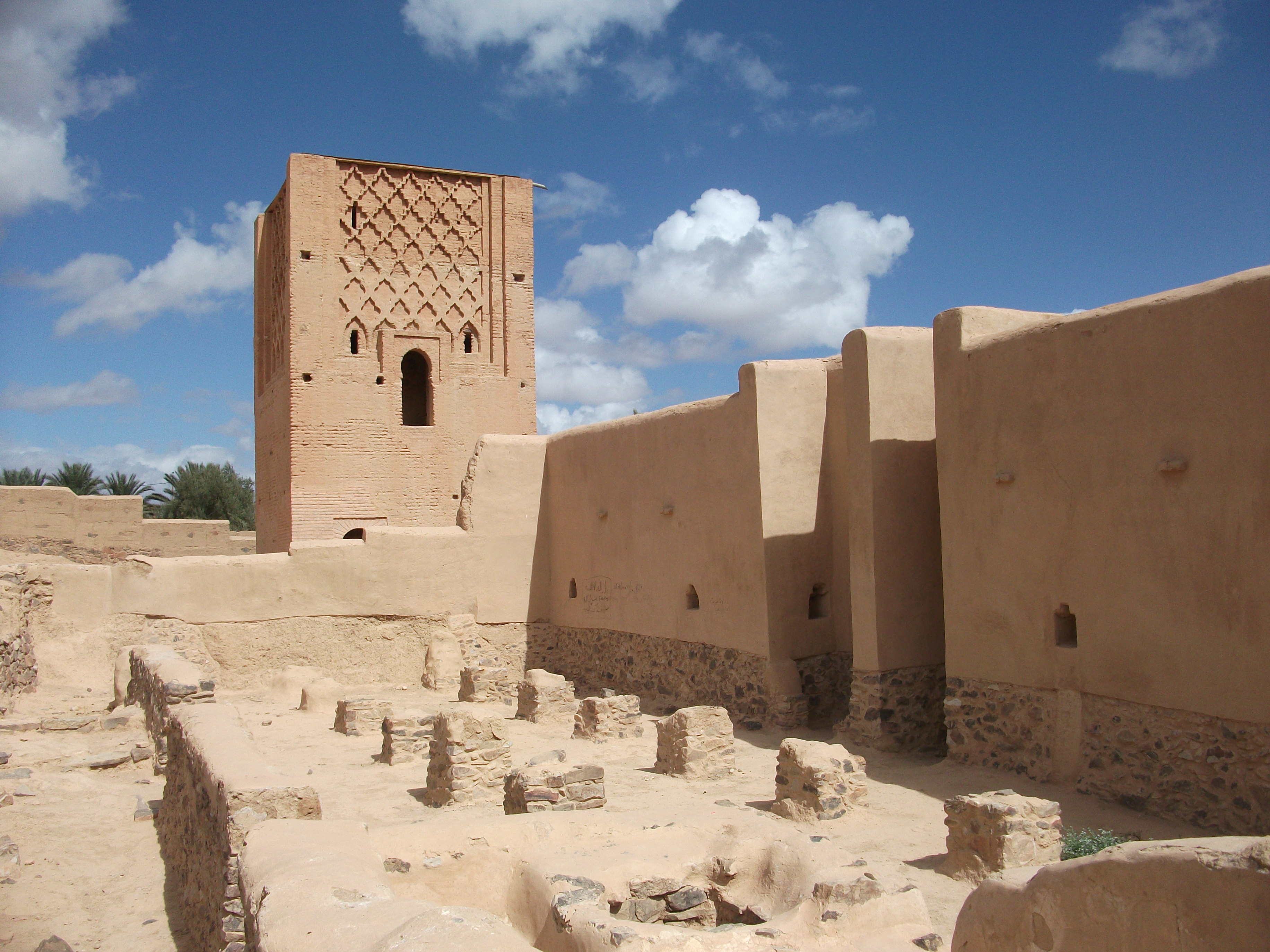
Minaret à Akka.

Mardochée Aby Serour naît dans le sud marocain à Akka dans l'actuelle région de Souss-Massa, près des hautes montagnes qu'on nommait « Doubany », qui était à l'époque une oasis habitée d'une quarantaine de familles juives disséminées dans trois tchours, dominée par la tribu berbère des Brybet. Ses parents sont originaires du Sahara, son père, un ouvrier bijoutier, et son frère sont nés à El Hammeda.
Il est envoyé à l'âge de trois ou quatre ans chez le rabbin de la communauté, chez qui il apprend à lire et à écrire. C'est un enfant appliqué et plein de piété.
Il part à neuf ans de son village (à l'extrême sud marocain), seul et sans argent, vers Marrakech (au centre du pays), célèbre pour ses écoles talmudiques du mellah, où il étudie le Talmud et l'hébreu,.
À 13 ans, en 1839, il est envoyé à Jérusalem pour y suivre des études rabbiniques. Sur son trajet, le jeune adolescent est reçu dans les principales communautés juives où il séjourne, comme celles de Provence, Mogador, Tanger, Gibraltar, Salonique, Constantinople, Smyrne, Jaffa puis Jérusalem,. Il met trois ans pour atteindre la Palestine et y passe quatre années dans une yeshiva pour en ressortir en 1846 avec le titre de rabbin.
Il sert ensuite la communauté d'Alep en Syrie pendant un an, ce qui lui permet de réunir assez d'argent pour entamer son voyage de retour au Maghreb, lequel lui fait suivre avec des caravaniers la piste prolongeant la route des épices et des encens, par l'Égypte, la Libye..., longeant les côtes désertiques, en Tripolitaine, en Tunisie et en Algérie. Il s'arrête tour à tour à Tunis, Constantine, Philippeville (Skikda), Alger (de 1847 à 1858) et Oran, où il est rabbin enseignant le Talmud,.
L'Algérie française et le progrès, l'instruction, la liberté pour les Juifs du pays, qui peuvent ainsi s'élever de leur condition, produisent sur lui une grande impression ; il devient Algérien et obtient un passeport français, devenant ainsi protégé français, mais regrettera plus tard ne pas avoir appris le français.

### Voyages au Sahara

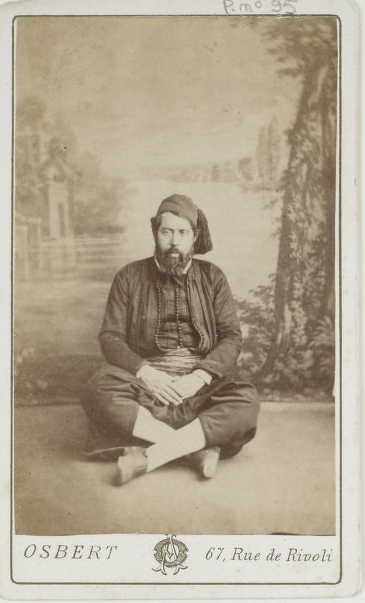
Mardochée Aby Serour dans les années 1860. Photo d'Auguste Osbert.

Il se rend ensuite à Tamantit (actuel sud-ouest algérien), l'ancienne capitale juive du Touat. Il y noue des contacts commerciaux avec Salomon Ohayon, un commerçant de Mogador, ainsi qu'avec des caravaniers qui partent à cette époque-là de Marrakech vers le Soudan, en passant par Akka, et, sa fortune faite, revient à son village natal d'Akka en 1858, où il trouve son père dans la misère ; il devient soutien de famille car la bijouterie et orfèvrerie familiale n'intéresse plus en temps de disette,.
Il décide alors de traverser le Sahara, avec son frère cadet Itzhak, pour se rendre à Tombouctou, mystérieuse cité sahelienne, ville sainte pour l'islam, interdite et particulièrement dangereuse aux non-musulmans,. Il est ainsi le premier Juif à y pénétrer,. Le début de sa traversée à dos de chameau se déroule bien. Il traverse Tindouf, Teghazza, Taoudeni, Bir Ounane, malgré la rareté de l'eau douce. Cependant, après 49 jours de trajet, il se retrouve bloqué à Araouane (au nord de l'actuel Mali) par le cheikh des Arabes Bérabich, Cheikh Sidi Ahmed Abya Ould Muhhamad Ould-el-Rahal, un fanatique qui jure de mettre à mort ces Juifs,,,. Aby Serour doit promettre se faire musulman et lui donne la moitié de tout ce qu'il possède pour avoir la vie sauve, jusqu'à leur présentation devant les Tholbas[Qui ?] où il reconnaît vouloir rester juif et, maîtrisant les lois islamiques et les traditions musulmanes, payer la djizîa, (taxe) imposée par la Charia aux Gens du Livre, et qui s'élève alors à « 5 Mizen d'or par oreille », soit 250 Francs de l'époque pour les deux voyageurs. Il reste avec son frère à Araouane pendant un an, le temps de trouver le moyen d'aller jusqu'à Tombouctou sans se faire tuer ; quand il obtient l'autorisation de continuer son périple, son frère reste à Araouane,,.

### Séjour à Tombouctou

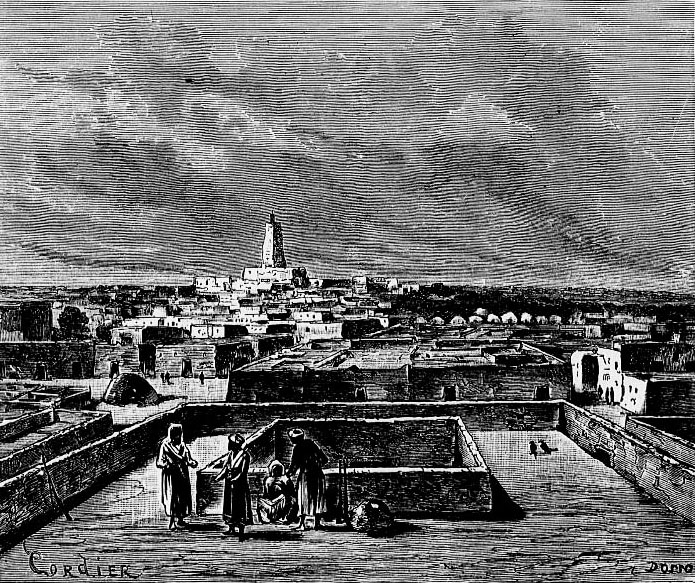
Vue de Tombouctou en 1888.

Après avoir affronté plusieurs dangers, il accède par le fleuve Niger à Hamdallaye, capitale de l'empire peul du Macina. Son arrivée en tant que juif à Tombouctou est un scandale public aux yeux des marchands maures, des lettrés et de la populace. Aby Serour doit user de sa faconde et de ses connaissances coraniques pour faire baisser la garde. Il est reçu par le souverain Ahmadou Ahmadou, il parvient à le convaincre de lui octroyer, ainsi qu'à tout juif ou chrétien qui en ferait la demande, l'autorisation de résider et de commercer à Tombouctou en échange du payement de la djizîa (impôt pour les non-musulmans). Il fait prospérer ses affaires dans cette ville. lI résume ses impressions en déclarant que « la population de Tombouctou est inoffensive ». En 1860, il fait venir son frère qui l'attendait à Araouan et continue à s'occuper de son commerce.
En 1863, sa fortune faite, il rentre au Maroc pour revoir ses proches, donner ses revenus à son père, écouler sa poudre d'or, ses plumes d'autruche et son ivoire, s'approvisionner jusqu'en Italie de pacotille et verroterie, et convaincre famille et amis de le rejoindre dans le Sahel. Aby Serour va à Mogador et procède à de gros achats puis il reprend le chemin de Tombouctou avec vingt-huit charges de marchandises et quatre parents pour une marche de vingt-trois jours jusqu'à Tombouctou.
En 1864, il y a assez de Juifs à Tombouctou pour faire le minian et une vie communautaire normale s'y organise avec les personnes que Mordechaï Abbi Serour a convaincues de le rejoindre : Josué (Ysou), Avraham et Yitzhaq Serour (frères de Mordechaï), Aharon (Aroun) et David Serour (fils de Josué), Yitzhaq (fils d'Aharon), Abraham Aby Serour son cousin, Isaac Ben Mouchi, Moussa Mazaltarim (beau-frère de Mordechaï), David Mazaltarim (fils de Moussa), le rabbi Raphael et Shimon Ben-Yaaqov,,,,. Cependant, un membre de cet entourage, Isaac ben Mouchi, s'y fait volontairement musulman, et Isaac Aby Serour en 1867 puis Abraham Aby Serour en 1870 meurent. La petite communauté ne tarde pas à connaître des déboires. En raison de pressions externes venues de commerçants concurrents d'origine marocaine, qui se contentaient jusqu'alors de piller régulièrement ses caravanes, la totalité de ses biens est confisquée, durant son absence en 1869, par le gouverneur de la ville. Avec son frère, Serour ruiné quitte définitivement la région en 1871, non sans échapper à la mort, et se faire piller à nouveau sur le chemin d'Akka par les Oulad Bou Sbaâ,. Il tentera tout de même de récupérer ses richesses de Tombouctou une dernière fois, en vain.
Il rentre donc à Akka où son père était mort entre-temps, et sa famille, qui refuse de partager l'héritage avec lui, le pousse à s'installer à Alger pour enseigner à la synagogue locale. Il part s'installer avec son épouse à Mogador.

### Correspondant de la Société de géographie
En 1869, il avait fait la rencontre du consul français de Mogador, Auguste Beaumier. Ce dernier était fasciné depuis 1866 par ce rabbin voyageur qui connaissait les mystères du bilâd as-sûdân, l'ouest saharien, le « pays des Noirs », avait vécu dans une communauté juive commerçant paisiblement à Tombouctou et parlait l'arabe, le berbère, le peul et le bambara,...
De retour dans sa région natale, Serour lui fait le récit de ses mésaventures africaines ; Beaumier traduit du judéo-arabe en français son histoire qui est publiée dans le Bulletin de la Société de Géographie de Paris pour laquelle il travaillera de 1870 à 1878, sous le titre Premier établissement des Israélites à Timbouctou,,. Il travaille ensuite pour le compte de sociétés savantes françaises parcourant des régions lointaines et collectant flore et minéraux.
En 1873, Beaumier présente Serour à Samuel Hirsch, directeur de l'école de l'Alliance israélite universelle (AIU) de Tanger. Entre 1870 et 1874, Beaumier envoie des courriers au siège de l'AIU à Paris, suggérant que Serour puisse devenir un agent français aux bleds du sud-marocain
C'est ainsi, afin d'acquérir une formation scientifique, il voyage jusqu'à Paris où il fait sensation. On le présente à l'explorateur Henri Duveyrier qui lui enseigne le maniement des instruments du géographe. Des articles lui sont consacrés dans « Le Monde illustré » et dans le « Journal officiel », et il rencontre des sommités du monde scientifique.
De retour au Maroc, il mène plusieurs expéditions et fournit du matériel scientifique aux savants français de la Société de Géographie de Paris (SGP) dans plusieurs domaines dont la géographie, la cartographie et l'archéologie. Il révèle entre autres l'existence au monde occidental des Daggatoun, une tribu d'origine juive nomadisant aux marges du Sahara, qui lui avaient déclaré : « Nous sommes des Juifs et nos ancêtres étaient originaires de Tamentit »,. Cette découverte obtient cependant peu d'échos, sauf auprès de l'AIU qui l'emploie un temps pour mieux connaître les groupes juifs du Sahara parlant des dialectes que Serour maîtrise,.
Sa relation avec la SGP et l'AIU prend fin en 1880.

### Guide de Charles de Foucauld

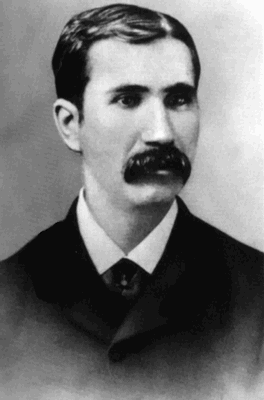
Charles de Foucauld, 1886.

À la suite du décès du consul français, Serour retombe dans l'oubli. Il quitte le Maroc pour aller enseigner le Talmud à Oran en Algérie. Il y mène une existence pauvre et sa santé se dégrade. Sur les conseils d'Oscar Mac Carthy de la bibliothèque d'Alger, l'explorateur Charles de Foucauld l'engage comme guide afin de partir à la découverte du Maroc, un pays alors interdit aux chrétiens,. Mardochée Aby Serour s'acquitte de cette mission au péril de sa vie en faisant passer Foucauld pour un Juif russe du nom de Joseph Aleman. Les deux hommes prétendent être des émissaires de Palestine collectant des fonds au profit d'écoles rabbiniques de Jérusalem chargées de la formation des rabbins maghrébins. 

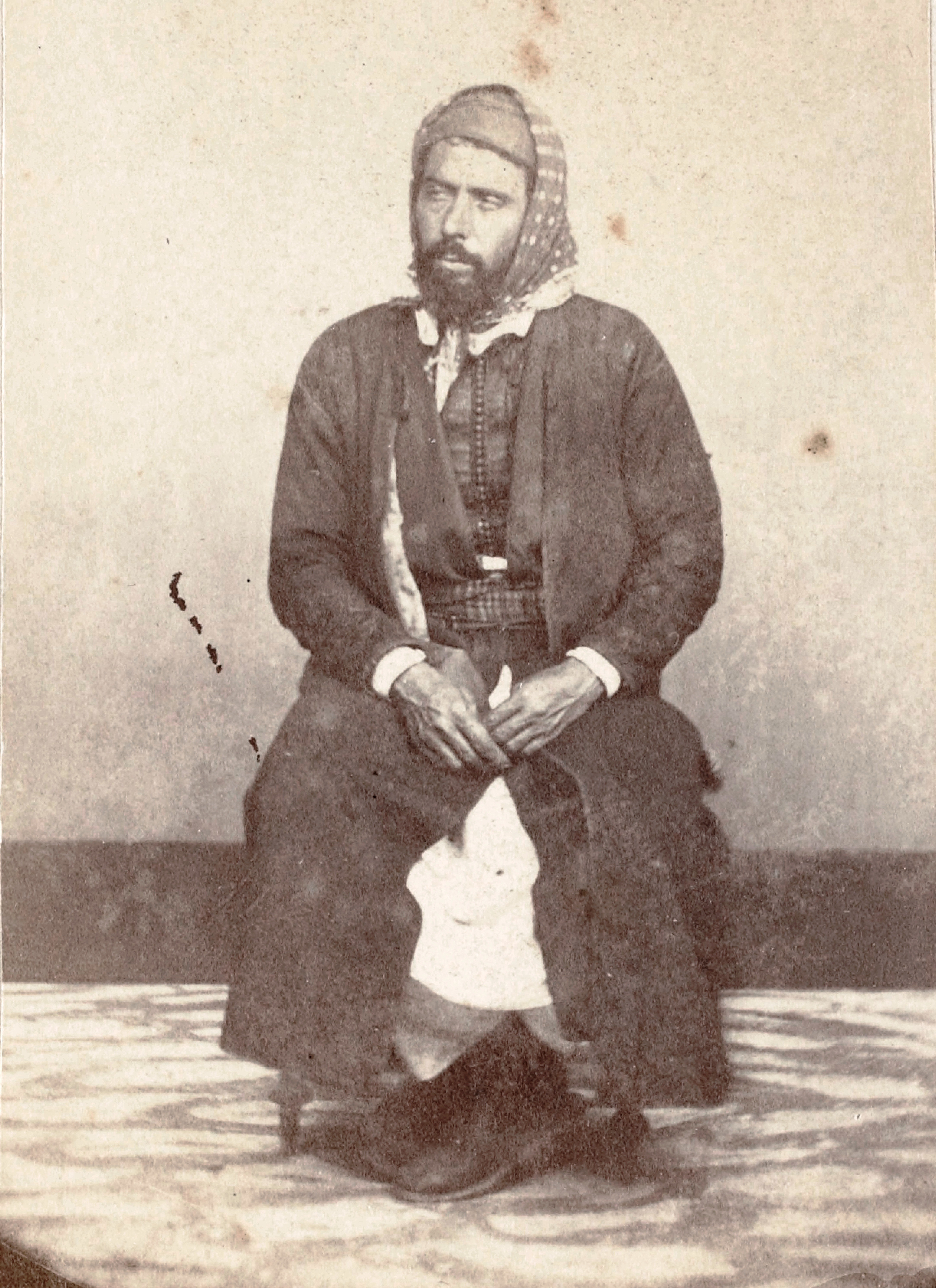
Aby Serour à Mogador, photo de Charles F. Hecquard, v. 1860.

Avec Serour, Foucauld vit comme un pauvre, suivant son guide, mangeant cacher dans les familles leur offrant l'hospitalité, fréquentant la synagogue et respectant le shabbat. Comme il l'écrit, il accepte de se « dégrader » (en se déguisant en juif) pour avoir plus de liberté dans son travail. Encore en Algérie, il croise à Tlemcen, le 13 juin 1883, des officiers français des 4e chasseurs d'Afrique, qui ne le reconnaissent pas. L'un d'eux ricane en voyant Charles de Foucauld et dit « Regardez ce juif accroupi en train de croquer des olives. Il a l'air d'un singe »,. Foucauld et Serour arrivent au Maroc et bénéficient de l'hospitalité de familles juives. L'un monte sur la terrasse pour faire ses mesures pendant que l'autre fait le guet, détournant l'attention des éventuels curieux. Face à la dangerosité de certaines régions, ils doivent négocier avec les caïds ou engager des cavaliers pour assurer leur sécurité. Un jour qu'ils remontent le Haut Atlas, les trois arabes censés les protéger qui les accompagnent, les dépouillent de tout sauf de la vie et des instruments et carnets de Foucauld. Les deux voyageurs se réfugient auprès de la communauté juive qui les protège puis regagnent l'Algérie après près de onze mois de voyage, au lieu des cinq prévus initialement,.
Ce voyage sous une fausse identité permet à Foucauld de parcourir tout le pays et de récolter de précieuses informations utilisées plus tard pour l'établissement du Protectorat français du Maroc, pays qui est à ce moment-là en révolte. Il comprend que l'interdiction faite aux chrétiens d'entrer sur ces territoires n'est pas due à l'intolérance religieuse de l'islam mais à la crainte d'être envahi par une nation étrangère (comme ce fut le cas pour l'Algérie, la Tunisie ou le Sénégal) ; de fait, il était plus facile aux Arabes de tuer un supposé espion qu'un « infidèle », d'où toute la dangerosité de son voyage avec Serour car d'autres explorateurs avant lui (souvent déguisés en musulmans) dans la région avaient été assassinés. S'étant ainsi fait passer pour un Juif, Foucauld écrit dans son récit de voyage que « Les Israélites..., aux yeux des musulmans, ne sont pas des hommes… ».
Charles de Foucauld ne mentionne même pas le nom d'Aby Serour (qui l'a guidé, secondé et conseillé) ni même le mot « juifs » (qui lui ont souvent offert hospitalité et assistance) dans sa liste de personnes qu'il remercie dans son journal de voyage qui paraît sous le titre de Reconnaissance au Maroc (1883-1884), ouvrage peu avare en revanche de descriptions antisémites des Juifs marocains, : « J’écris des Juifs du Maroc moins de mal que je n’en pense. Parler d’eux favorablement serait altérer la vérité ». » Ce récit de voyage obtient un grand succès à sa publication en 1888. Foucauld qui, plus tard, après sa conversion, voudra voir « Jésus en tous les humains », parlait de Serour en des termes péjoratifs dans sa correspondance privée et ne lui rendra hommage que très tardivement.
Des éléments biographiques de Foucauld laissent penser qu'à Saint Cyr et Saumur, il s'est imprégné de l'antisémitisme qui régnait dans l'armée française après la défaite de 1870 face à l'Allemagne et qui atteindra son apogée en 1892 avec l'affaire Dreyfus.
Passablement usé par ce voyage, vieilli avant l'âge, Aby Serour meurt moins de deux ans plus tard dans l'oubli et la misère à Alger, le 6 avril 1886 et est enterré au cimetière Saint-Eugène à Alger.
Le fils de Mardochée Aby Serour, Emile Haim Abisror, fut expert-comptabIe à AIger ; les fils et les cousins de Mardochée ont simplifié leur nom en « Abisror ».

### Documents biographiques
Sa biographie initiale nous est parvenue en partie grâce au récit qu'il a fait lui-même dans son ouvrage Premier établissement des Israélites à Tombouctou ; aux éléments confiés par Charles de Foucauld au juriste et écrivain René Bazin et rapportés dans son livre Charles de Foucauld, explorateur du Maroc ; à la correspondance échangée au sujet d'Aby Serour entre l'Alliance Israélite et le consul Beaumier, M. Maunoir (secrétaire général de la Société de Géographie), Léon Philippe (Secrétaire adjoint de la Commission du chemin de fer d'Alger au Sénégal) ; à celle d'Emile Haïm Abisor (fils de Mardochée) ; et d'autres personnes d'Oran, de Mogador, de Fès ou de Marrakech.

## Fiction
En 2011, l'écrivain Kébir Mustapha Ammi écrit un roman intitulé Mardochée, entièrement rédigé à la première personne et présenté comme le testament du rabbin marocain. Ce roman raconte la reconnaissance au Maroc de Charles de Foucauld désigné sous son nom de couverture Joseph Aleman. Bien que tous les lieux et personnages cités soient réels, il est difficile de parler de roman historique quant à cet ouvrage. L'auteur utilise des faits réels, dans un contexte historique authentique en faisant cependant des écarts constants, sinon des mensonges, avec la véritable histoire. Un ouvrage récent sur le périple de Foucauld et Serour au Maroc a souligné « le nombre incalculable d'inepties, de mensonges, de contre-vérités, d'omissions volontaires ou non, d'erreurs manifestes » qui figurent dans le livre de Kébir Ammi.
Les auteurs de ce livre paru en 2018, confirment le sentiment de certains lecteurs, à savoir d'un livre écrit dans « la haine » de Charles de Foucauld. Contrairement à ce qu'on peut lire dans ce roman, les deux voyageurs n'ont jamais au cours de leur périple mis les pieds à Mouay Idris, à Volubilis ou encore à Tiznit. Foucauld ne prônait pas la religion chrétienne au cours du voyage et n'a jamais exprimé les sentiments islamophobes que lui prête l'auteur, bien au contraire. Il n'était pas homosexuel comme le suggère le roman et n'avait pas non plus de lien avec Pétain. Quant à la figure du personnage de Mardochée qui commet des assassinats et a des mœurs débauchées, elle est sans rapport avec ce que les biographies qui lui ont été consacrées décrivent du personnage.